# Терра роса
Терра роса (итал. terra rossa) — тип почвы, характерный для карстовых ландшафтов Средиземноморья, то есть местностей, сложенных известняком, которые получают значительное количество осадков. Переводится как «красная почва».

## Характеристика
Почва жёсткая, плотная, с небольшим количеством гумуса, однако легко впитывает и сохраняет воду, что позволяет растениям выжить во время сухого, жаркого и продолжительного средиземноморского лета. Этот тип почвы образуется после того, как не растворённые в процессе карста частицы покрывают карстующийся массив. Терра роса по составу преимущественно глинистая. Содержание гумуса составляет около 1—3 %. Содержит много железа и оксидов алюминия, придающих красный цвет, отсюда и название. Встречается преимущественно в экономически развитых странах. На больших высотах трансформируется в бурую лесную почву и подзолы в связи с увеличением количества осадков. 
Терра роса хорошо подходит для выращивания винограда и некоторых видов фруктов (инжир, оливки и т. д.)

## Галерея
- Терра роса в Италии. Виноградники сорта мальвазия
- Терра роса в хорватской Истрии
- Терра роса в Бразилии (штат Сан-Паулу)
- Терра роса на юге Португалии